# Macropharyngodon geoffroy
Macropharyngodon geoffroy är en fiskart som först beskrevs av Jean René Constant Quoy och Joseph Paul Gaimard 1824.  Macropharyngodon geoffroy ingår i släktet Macropharyngodon och familjen läppfiskar. IUCN kategoriserar arten globalt som livskraftig. Inga underarter finns listade i Catalogue of Life.